# Aéroport international de Laughlin/Bullhead
L'Aéroport international de Laughlin / Bullhead, en anglais, Laughlin/Bullhead International Airport (code IATA : IFP • code OACI : KIFP • code FAA : IFP)  est un aéroport à usage public situé à 1,85 km au nord du quartier central des affaires de Bullhead City, dans le comté de Mohave, Arizona, États-Unis.  Il appartient au comté de Mohave.  L'aéroport est de l'autre côté du fleuve Colorado et à un pâté de maisons de Laughlin, au Nevada. La plupart des chambres des casinos-hôtels de Laughlin offrent une vue sur l'aéroport. Il a été nommé aéroport de l'année 2011 par le ministère des Transports de l'Arizona. 
Cette installation est incluse dans le National Plan of Integrated Airport Systems, qui l'a classé comme un aéroport de service commercial principal (plus de 10 000 embauches par an). Selon les dossiers de la Federal Aviation Administration, l'aéroport a enregistré 122 192 embarquements (embarquements) de passagers au cours de l'année 2008, 107 595 embarquements en 2009 et 121 468 en 2010. 

## Histoire
En 1943, le terrain a été acheté à l'État de l'Arizona pour la construction de la centrale électrique du barrage Davis, qui a été lancée par le Bureau of Reclamation en 1947. En 1943, l'aéroport est établi sur la propriété du Bureau of Land Management, à environ trois kilomètres au sud du site de construction de la centrale électrique du barrage Davis. Les employés du projet ont évalué et utilisé l'aéroport. En 1953, le barrage a été achevé et le développement résidentiel a commencé dans les régions de Bullhead City, Lake Mohave et Mohave Valley. Le comté de Mohave loue l'aéroport de Bullhead City à BLM en 1968 et en 1971, le comté sous-loue une partie de l'aéroport de Bullhead à Bullhead Airport Inc qui était une entreprise privée qui fournissait des services d'exploitation à base fixe (FBO). En 1972, ADOT a accordé une subvention de 15 000 $ pour aider à un projet d'amélioration de l'aéroport pour la relocalisation des pistes, le drainage, le balisage, l'éclairage et les clôtures. En 1979, un nouveau bail de 25 ans pour l'ensemble de l'aéroport de 135 acres est négocié par le comté avec le Mohave County Airport Authority nouvellement formé. En 1980, Bullhead Airport Inc. sous-location est renégociée et ADOT fournit 91 000 $ pour recouvrir l’ancienne aire de stationnement des avions et l'étendre au nord. L'OB a fourni 10 000 $ pour apporter d'autres améliorations aux installations. En 1983, BLM transfère la propriété de l'aéroport à l'État de l'Arizona et en 1986, le Département des terres de l'État de l'Arizona a vendu une propriété qui comprenait la parcelle de l'aéroport à Bullhead Airport Inc par le biais d'enchères publiques avec deux stipulations. La première étant que l'acheteur devrait consacrer 433 acres au comté de Mohave pour l'utilisation de l'aéroport et que l'acheteur devrait terminer un projet de lutte contre les inondations dans les deux ans suivant l'achat du terrain. En 1987, les subventions et les droits accordés par la FAA et l'ADOT sont utilisés pour commencer la construction et Mohave County Airport Authority crée deux comités exécutifs, un pour Kingman et un pour Bullhead / Laughlin. 

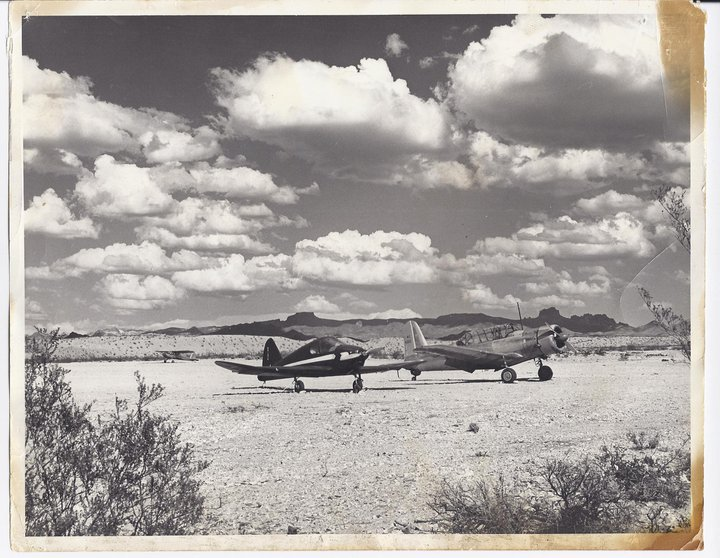
Aéroport de Bullhead (vers les années 1940)

L'aéroport international de Laughlin / Bullhead était l '"aéroport de Bullhead City" jusqu'aux années 1990, lorsque des compagnies aériennes comme Air Laughlin, Vanguard Airlines, Viscount Air Services et d'autres proposaient des vols en Boeing 737 et McDonnell Douglas DC-9 depuis l'aéroport international Sky Harbor de Phoenix. En 1994, Morris Air exploitait un service de Boeing 737-300 sans escale vers Oakland, Salt Lake City et San Jose. Reno Air McDonnell Douglas MD-80 y a brièvement volé en 1995 et 1996 depuis l'aéroport international de San Jose et l'aéroport international de Los Angeles. La majeure partie de ce service aérien serait accompagnée de forfaits hôteliers. Pendant une courte période, USAir Express de Havilland Canada Dash 8 s'est envolé pour l'aéroport international de Los Angeles. FedEx Express est devenue la principale compagnie aérienne de fret de l'aéroport au cours de cette décennie. 
En 2002, Sun Country décidas de proposer des vols Bullhead City depuis Minneapolis. La compagnie aérienne décidas finalement de faire de Laughlin/Bullhead International Airport un pivot pour la région du Sud-Ouest des États-Unis. En 2004, Ryan International Airlines commenças  à faire des vols Bullhead City depuis Phoenix-Mesa Gateway Airport, utilisant des avions MD-82.  Western Express Air proposa aussi des vols pour Phoenix Deer Valley Airport (Arizona) and Riverside Municipal Airport (Californie) mais s’arrêta lorsque la compagnie fit faillite en mai 2007.
En 2008, l'aéroport a obtenu une expansion de plusieurs millions de dollars et un système de sécurité renforcé. La même année, le plus gros avion à visiter l'aéroport, un Boeing 747SP, a atterri sur la piste récemment agrandie. 
En mars 2010, l'aéroport a accueilli "Legends Over the Colorado", un spectacle aérien avec des expositions supplémentaires d'un Boeing B-17 Flying Fortress original de la Seconde Guerre mondiale. L'avion fait partie de la Commemorative Air Force Arizona Wing de la Commemorative Air Force, une organisation à but non lucratif basée au Texas qui a entièrement restauré le B-17 Flying Fortress Sentimental Journey . Un Texan T-6 nord-américain et 4 autres oiseaux de guerre étaient également exposés. 
Du 9 au 10 avril 2011, l'aéroport international de Laughlin / Bullhead a organisé la deuxième édition annuelle de "Legends Over The Colorado". L'attraction principale était "FIFI", le seul Boeing B-29 Superfortress volant au monde avec deux P-51 Mustang nord-américains, une Mitsubishi A6M Zero japonaise et plusieurs autres warbirds de l' époque de la Seconde Guerre mondiale . 
Le 20 juillet 2011 a marqué l'ouverture du nouveau bâtiment de récupération des bagages connecté au terminal principal. 
Plus de 109 000 personnes se sont envolées vers l'aéroport international de Laughlin / Bullhead sur des vols charters sponsorisés par un casino en 2016. 
Le 16 février 2017, le service commercial régulier est revenu au KIFP. American Airlines / American Eagle a commencé des vols quotidiens vers et depuis Phoenix. Ce service s'est révélé non rentable et a ensuite été abandonné. 

## Installations
L'aéroport international de Laughlin / Bullhead couvre une superficie de 260 hectares à une altitude de 215 m au-dessus du niveau moyen de la mer. Il a une piste désignée 16/34 avec une surface asphaltée mesurant 2 591 m.               La piste a été récemment reconstruite.            

### Opérateur à base fixe
Assistance vol de signature

### Entreprises de location de voitures
L'aéroport abrite trois sociétés de location de voitures: Avis, Enterprise et Hertz. 

### Service d'incendie de l'aéroport

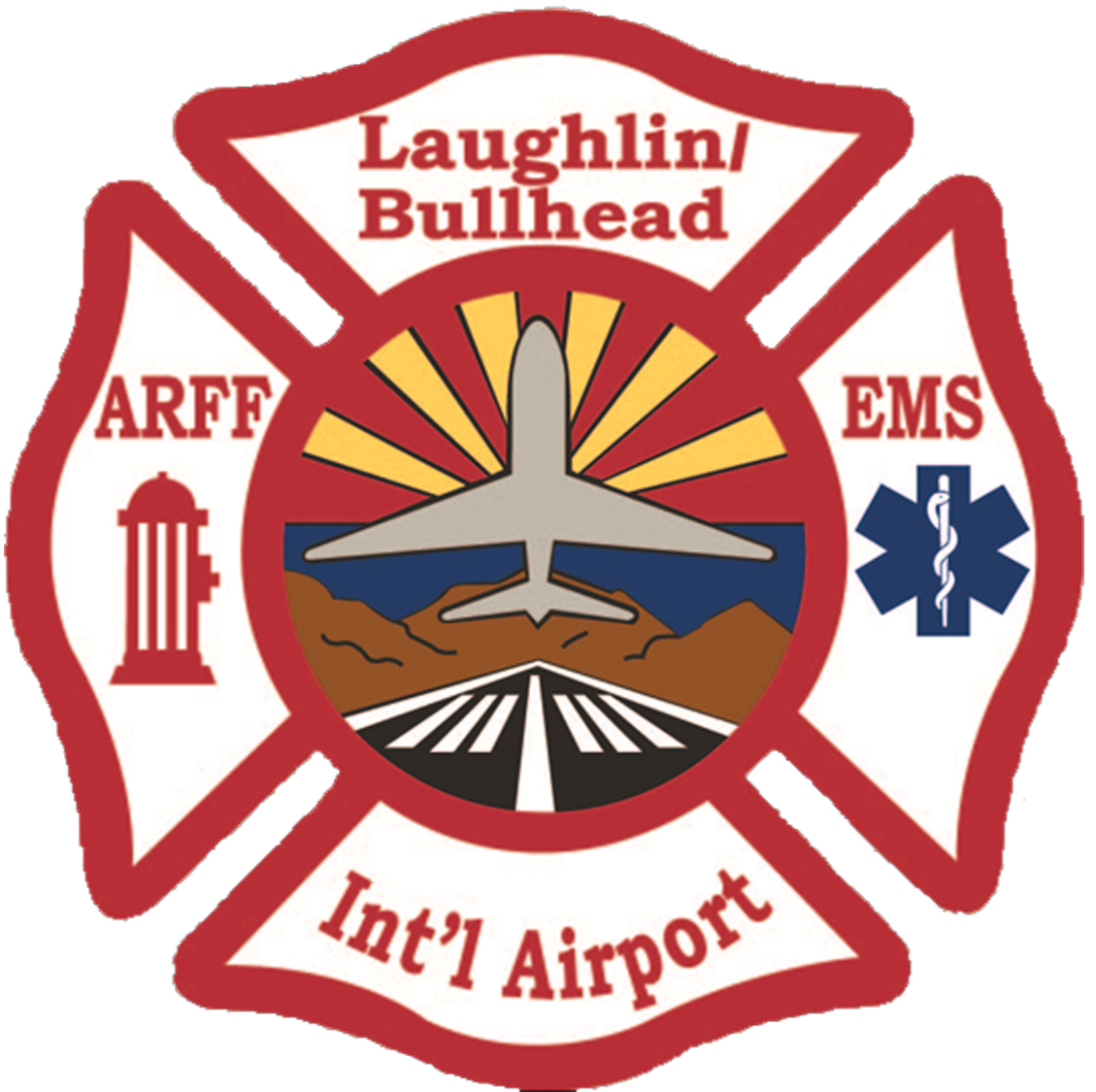
Service d'incendie de l'aéroport international de Laughlin / Bullhead

En octobre 1991, la station 4 de l'aéroport international de Laughlin / Bullhead a été ouverte et occupée à plein temps par le service d'incendie de Bullhead City. En 1997, l'administration aéroportuaire a créé son propre service d'incendie. Il y a six pompiers employés par l'aéroport, et la station est occupée vingt-quatre heures par jour, sept jours par semaine. Depuis juillet 2011, la conception d'une nouvelle caserne de pompiers d'aéroport est en cours d'achèvement. En septembre 2011, la Mohave County Airport Authority a reçu deux subventions pour l'amélioration de l'aéroport totalisant 7,6 millions de dollars de la Federal Aviation Administration. L'une des subventions concerne la construction d'une nouvelle installation pour les opérations de sauvetage et de lutte contre les incendies d'aéronefs et l'achat d'un nouveau camion de pompiers. 

### Avion
Pour la période de 12 mois se terminant le 31 décembre 2016, l'aéroport a exploité 26726 appareils, soit une moyenne de 73 par jour: 23% d'aviation générale, 9% taxi aérien, 4% de vols commerciaux réguliers et 64% de militaires . À cette époque, 22 avions étaient basés à cet aéroport: 69% monomoteurs, 17% hélicoptère, 14% multimoteur et 0% jet.  

## Compagnies aériennes et destinations
Il n'y a actuellement aucun service aérien commercial régulier. 

## Statistiques
- American Eagle / Skywest
- Allegiant

## Dans la culture populaire
L'aéroport est considéré comme l'aéroport de départ pour un vol "Sierra Airlines" vers Fresno dans les scènes d'ouverture du film de comédie 2003 View from the Top . 